# Stephan Trepte
Stephan-Walter Trepte (né le 20 juillet 1950 à Biehla, mort le 22 juillet 2020 à Panketal) est un musicien allemand de rock.

## Biographie
Enfant, Stephan Trepte suit une formation classique au piano et joue de la guitare. À partir de 1966 environ, pendant son apprentissage en génie mécanique dans la construction d'usines, il joue du clavier et chante dans les groupes amateurs Quintanas et Stereo Club. Entre les deux, il fait un an et demi de service militaire avec des activités de groupe de chant. Il travaille ensuite comme ingénieur en mécanique et joue avec son groupe qui reprend les succès des groupes internationaux.
En 1972, après un concert à Pockau, il reçoit une offre du groupe Electra pour le rejoindre en tant que chanteur. Cet engagement le fait avancer musicalement ; son chant et sa présence sur scène le font connaître dans toute la République démocratique allemande. Le titre de rock progressif de dix minutes Tritt ein in den Dom y contribue. Trepte écrit ses premières compositions pour Electra, bien qu'elles ne seront pas publiées.
En 1974, après des tensions avec Electra, il rejoint le nouveau groupe Lift. Trepte apparaît comme un chanteur expressif. Après une tournée peu satisfaisante pour lui, il décide de quitter Lift en 1976. S'ensuit un court intermède avec le groupe Neon et le Klaus Lenz Big Band. En 1977 le leader du groupe Reform, Jörg Blankenburg, ne lui propose de travailler comme chanteur et compositeur pour le groupe. Trepte déménage à Magdebourg et sort trois albums avec Reform. Il compose la plupart des morceaux, travaille sur certains textes d'Ingeburg Branoner et écrit lui-même des paroles.
En 1986, Reform se dissout. Trepte chante dans des projets avec des musiciens tels que Peter Werneburg, Horst Krüger et d'anciens collègues de Lift et Electra (1989 à 2015). Il donne son dernier concert en 2015. Il participe à des productions scéniques telles que The Rocky Horror Show et à des lectures.
Il a quatre fils ; le plus jeune est l'acteur Ludwig Trepte, issu de son quatrième mariage avec Conny Trepte de Dresde.